# WAVES/ウェイブス
『WAVES/ウェイブス』（Waves）は2019年のアメリカ合衆国の青春映画。監督はトレイ・エドワード・シュルツ、出演はケルヴィン・ハリソン・Jrとテイラー・ラッセルなど。フロリダで暮らす裕福な家庭の高校生の兄妹を主人公に、将来有望だった兄の挫折と悲劇を前半で、その後、崩壊状態に陥った一家が、妹の恋物語を通して再び希望を見いだしていく姿を後半で描いている。

## ストーリー
本作は2部構成を取っている。
フロリダ州南部。高校生のタイラーは裕福な家に生まれ育った。タイラーはレスリング部の主力として活躍しており、チャーミングな恋人（アレクシス）もいた。羨まれるような生活を送っていたタイラーだったが、一つだけ悩みの種があった。それは父親のロナルドの存在であった。「息子には社会で生き抜けるだけの能力を身につけて欲しい」と願うあまり、ロナルドは息子に対して異様なほど厳しく接していた。タイラーはロナルドの監視の下、日夜トレーニングに励んでいた。そんなある日、タイラーの将来に暗い影を落とすような出来事が発生する。かねてより違和感のあった肩が実は深刻な状態であり、選手生命を絶たれるほどの怪我であることが明らかになったのである。それをきっかけにタイラーは自暴自棄になってしまい、家族仲にも大きな亀裂が入る。さらに恋人アレクシスの妊娠が発覚し、一度は堕胎を決めたものの、翻意した彼女が両親と相談の上で産むことを決めたことから、錯乱したタイラーは酔った勢いでアレクシスが出席しているパーティに乱入し、彼女と口論の末、誤って彼女を死なせてしまう。
物語は第2部に移り、ストーリーの焦点がタイラーから妹のエミリーへと切り替わる。
タイラーは殺人の罪で30年間仮釈放なしの終身刑となる。エミリーはSNSで誹謗中傷に晒され、学校でも孤立する。そんな彼女にタイラーのチームメイトだったルークが声をかける。ルークはエミリーがタイラーの妹だと知った上で、彼女と交際することになり、2人は愛を深め合う。一方、父ロナルドと継母キャサリンの仲は険悪となり、家族は崩壊状態に陥っていた。久しぶりに父親と2人でじっくり話し合う機会を得たエミリーは、パーティの場でタイラーを止めることができたはずなのにそうしなかったことを後悔し、その罪悪感から今も苦しんでいる心情を吐露する。父もまたタイラーへの接し方を間違っていたのではないかと後悔していることを告白する。その一方で、今さら何も変えようがなく、憎しみを捨て、今を生きるしかないとエミリーを諭す。そんなある日、ルークとは疎遠の父ビルが癌で余命わずかであることが明らかになる。エミリーはルークに後悔しないためにも父親に会うべきだと言う。こうして2人は遠く離れたミズーリ州に向かう。入院中のビルは弱り切っていたが、息子ルークの姿を見て必死に病と闘って生きようとする。そんなビルをルークは献身的に世話する。そして息子と心を通わせることができたビルは就寝中に穏やかに亡くなる。ビルとルークの姿を見守り続け、改めて家族の大切さに気づかされたエミリーは、心配してくれる継母キャサリンに心のこもったメッセージを送る。そしてキャサリンはタイラーに面会し、しばらくしてロナルドとキャサリンは和解、ルークと順調に交際を続けるエミリーは、明るい日差しの中、自転車を漕いで前に進む。

## キャスト
- タイラー・ウィリアムズ: ケルヴィン・ハリソン・Jr - 高校3年生。レスリング選手。ピアノが得意。
- エミリー・ウィリアムズ: テイラー・ラッセル - タイラーの妹。
- ルーク: ルーカス・ヘッジズ - タイラーのチームメイト。エミリーの恋の相手。
- アレクシス・ロペス: アレクサ・デミー - タイラーの恋人。
- キャサリン・ウィリアムズ: レネイ・エリース・ゴールズベリイ - タイラーとエミリーを実子のように愛する継母。
- ロナルド・ウィリアムズ: スターリング・K・ブラウン - タイラーとエミリーの厳格な父。牧師の息子。
- ボビー・ロペス: クリフトン・コリンズ・Jr - アレクシスの父。
- エレーナ・ロペス: ヴィヴィ・ピネダ - アレクシスの母。
- ビル: ニール・ハフ（英語版） - ルークの父。癌で余命わずか。DVで妻子に捨てられた。
- ライアン: デヴィッド・ガレリク - タイラーの友人。
- スタンリー先生: ハーモニー・コリン
- ワイズ: ビル・ワイズ（英語版） - レスリング部のコーチ。

## 製作
2018年7月2日、ルーカス・ヘッジズ、スターリング・K・ブラウン、ケルヴィン・ハリソン・Jr、テイラー・ラッセルがトレイ・エドワード・シュルツ監督の新作映画に出演することになったと報じられた。また、同日中に、トレント・レズナーとアッティカス・ロスが本作で使用される楽曲を手掛けるとの報道が出た。9日、本作の主要撮影がフロリダ州で始まった。8月15日、アレクサ・デミーがキャスト入りした。

## 公開・マーケティング・興行収入
2019年8月30日、本作はテルライド映画祭でプレミア上映された。9月5日、本作のオフィシャル・トレイラーが公開された。10日、第44回トロント国際映画祭で本作の上映が行われた。
2019年11月15日、本作は全米4館で限定公開され、公開初週末に13万4333ドル（1館当たり3万3583ドル）を稼ぎ出し、週末興行収入ランキング初登場29位となった。
当初、本作は2020年4月10日に日本で公開される予定だったが、新型コロナウイルスの流行が拡大していることを受けて、6日、配給元のファントム・フィルムは本作の公開延期を発表した。

## 評価
本作は批評家から好意的に評価されている。映画批評集積サイトのRotten Tomatoesには182件のレビューがあり、批評家支持率は85%、平均点は10点満点で7.92点となっている。サイト側による批評家の見解の要約は「ある一家の感情の浮き沈みを至近距離から描写している。『WAVES/ウェイブス』は上品かつ穏やかな形で複雑な感情のダイナミクスを捉えている。」となっている。また、Metacriticには38件のレビューがあり、加重平均値は81/100となっている
ガーディアン紙のベンジャミン・リーは本作に5つ星評価で3つ星を与え、「『WAVES/ウェイブス』は2本の映画で構成されている。1本目は鬼気迫るものを感じさせる作品であり、2本目は穏やかでだが軽い作品である。後者を鑑賞したときの記憶が色あせることはあっても、前者は私の心を掴んで離さないだろう。」と評している。インディワイヤのエリック・コーンは本作にB+評価を下し、「登場人物たちが直面する状況がさらに過酷になるにつれて、『WAVES/ウェイブス』は滝のような涙を誘う感動ポルノに接近していく。しかし、シュルツ監督の演出力のお陰で感動ポルノに転落することはない。監督は超えられそうにない困難を前にした人々の心の動きを見事に描き出している。」と述べている。
本作は第29回ゴッサム・インディペンデント映画賞で作品賞とブレイクスルー演技賞（テイラー・ラッセル）にノミネートされ、後者で受賞を果たした。